# (2470) Agematsu
(2470) Agematsu (1976 UW15) – planetoida z pasa głównego asteroid okrążająca Słońce w ciągu 4,91 lat w średniej odległości 2,89 au. Odkryta 22 października 1976 roku.